# Захаржевский, Григорий Андреевич
Григо́рий Андре́евич Донец-Захарже́вский (1792—1845) — генерал-лейтенант русской императорской армии, с 1840 года комендант Санкт-Петербурга.

## Биография
Родился 12 (23) октября 1792 года в семье надворного советника, происходил из дворянского рода казачьего происхождения Донцов-Захаржевских. Его брат — Дмитрий был екатеринославским губернатор, сестра — Елизавета Андреевна Донец-Захаржевская, была замужем за шефом жандармов графом А. Х. Бенкендорфом.
Службу начал в лейб-гвардии Конном полку и произведён в офицеры незадолго перед началом вторжения Наполеона в Россию. В Бородинском сражении был ординарцем у М. И. Кутузова и за отличие был награждён орденом святой Анны 3-й степени. В должности ординарца главнокомандующего состоял до конца кампании 1812 года.
После смерти Кутузова Григорий Андреевич Захаржевский вернулся в свой полк и совершил с ним Заграничные кампании 1813 и 1814 годов. Принимал участие в сражениях при Кульме (за отличие награждён орденом святого Владимира 4-й степени с бантом и Кульмским крестом) и, будучи корнетом, при Фер-Шампенуазе, где был ранен навылет пулей в живот (за отличие награждён орденом святой Анны 2-й степени).
14 декабря 1825 года полковник Григорий Захаржевский, командуя 2-м дивизионом Конногвардейского полка, принял участие в подавлении восстания декабристов и на следующий день был произведён императором Николаем I во флигель-адъютанты.
19 апреля 1831 года был произведён в генерал-майоры, и ему было повелено состоять при командующем 1-й бригады гвардейской кирасирской дивизии, несколько позже принял в командование 2-ю бригаду этой дивизии.
В 1838 году назначен Санкт-Петербургским комендантом и 6 декабря 1840 года был произведён в генерал-лейтенанты.
Скончался 30 октября 1845 года от апоплексического удара, похоронен на Лазаревском кладбище Александро-Невской лавры.

## Захаржевский в глазах современников

«Поспешает на тревогу».
Карикатура М. Ю. Лермонтова на Захаржевского (1841)

По воспоминаниям офицеров конной гвардии, на момент ранения Григорий Андреевич был высокого роста и худощавый. Однако ранение каким-то образом способствовало быстрому ожирению.

Он имел вид огромной бочки, поставленной на две громадныя тумбы, и вот что придавало особую комичность назначению его «рейт-пажом большим, толстым, жирным». Несмотря на такую необыкновенную наружность, Григорий Андреевич был так умен и с таким достоинством умел держать себя, что не подавал повода ни к каким насмешкам. С ним прекратились анекдоты «комендантские», которые до него были как бы наследственные в комендантском (Петербургском) звании и с одного коменданта переводились на другого.— Вуич И. В. Маскарад при дворе 6 января 1841 г. // Русская старина. — 1883. — Т. 40. — № 10. — С. 150.
Тем не менее, Григорий Андреевич Захаржевский не пользовался большой популярностью в Петербургском обществе. А. О. Смирнова-Россет в своих воспоминаниях вскользь упоминает «петербургского коменданта, толстого очень неуклюжего и скучного». А. А. Суворов вспоминал, что «полковник Захаржевский был чрезвычайно толст и неповоротлив и на учениях всегда боялся марш-маршей». Также известна карикатура М. Ю. Лермонтова на Захаржевского «Поспешает на тревогу», нарисованная им в 1841 году (оригинал хранится в Пушкинском доме).

## Жена

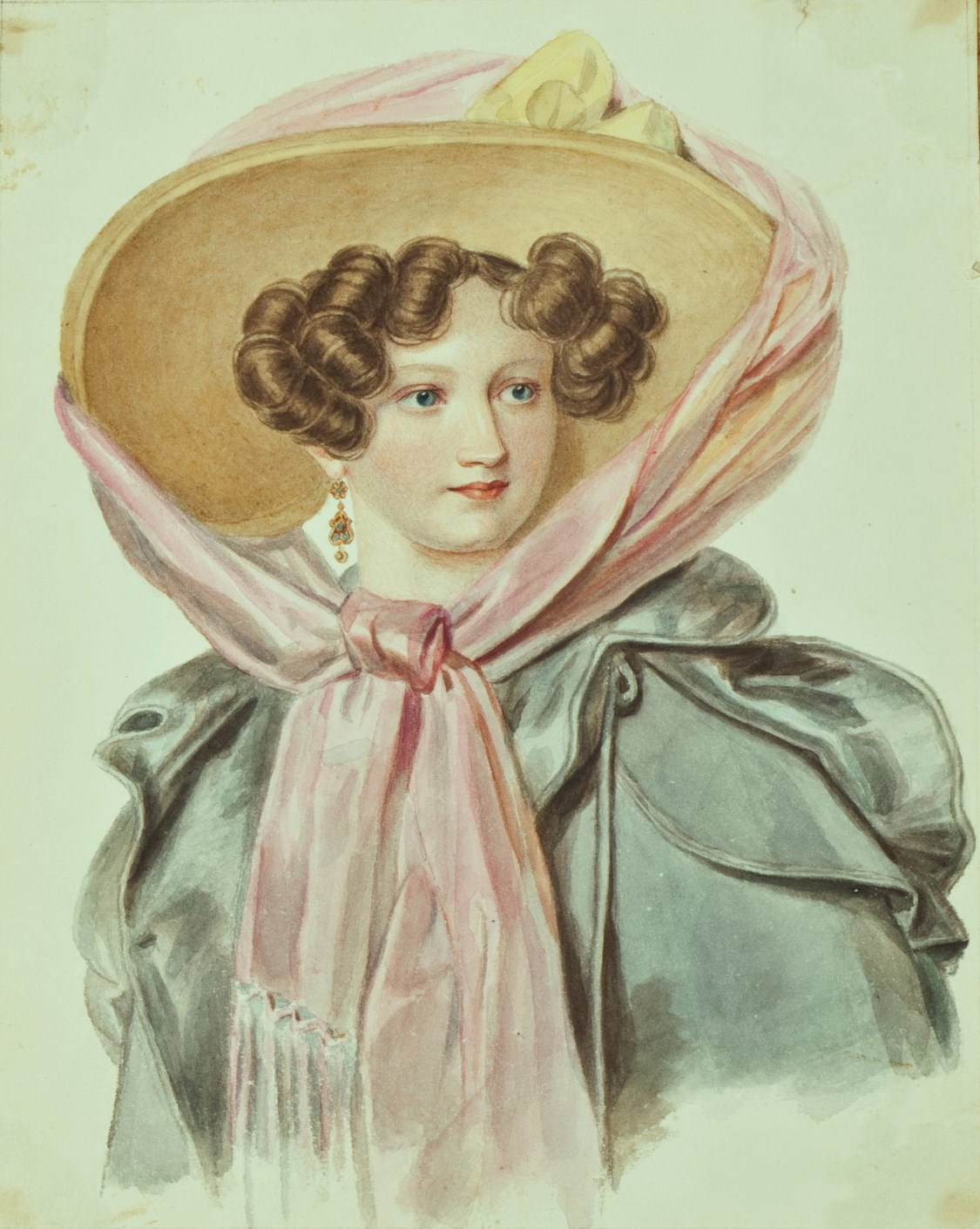
Елена Павловна, жена

Жена (с 01 ноября 1829 года) — графиня Елена Павловна Тизенгаузен (10.09.1804—13.09.1889), внучка графа П. А. Палена, известного своей ролью в заговоре против Павла I; старшая дочь сенатора графа Павла Ивановича Тизенгаузена от брака его с графиней Юлией Петровной Пален. По словам графини Долли Фикельмон, её кузина «Лили» (как звали Захаржевскую все близкие) была изысканной и очень красивой дамой, с ослепительным цветом кожи, а её мягкий, благородный характер вызывал восхищение и любовь окружающих. Брак её заключенный не по любви, а по воле родителей, был бездетным. Вместе с мужем была петербургской знакомой Пушкина, встречалась с ним у А. О. Смирновой и Карамзиных.
Елена Павловна занимала высокие посты при дворе: фрейлина императрицы Елизаветы Алексеевны, гофмейстерина двора великой княгини Марии Николаевны, статс-дама, кавалерственная дама ордена Св. Екатерины меньшого креста (1841) и баварского Ордена Терезы. По воспоминаниям князя С. М. Волконского, "тетушка Захаржевская любила придворную атмосферу, но сохраняла большую независимость в суждениях и симпатиях, двор для неё был рамкой жизни, но не самой жизнью, она относилась к двору как к службе. Она плохо говорила по-русски, до старости имела величественную осанку и походку статуи командора. Последней раз она была в свете в Зимнем дворце в 1881 году на коронации Александра III; в сарафане и кокошнике, опираясь на палку, она «начинала пятое царствование».

## Награды
- 1812 год — орден Святой Анны 3-й степени.
- 1813 год — орден Святого Владимира 4-й степени с бантом (за отличие в сражении под Кульмом)
- 1813 год — Кульмский крест
- 1814 год — орден Святой Анны 2-й степени (за отличие в сражении при Фер-Шампенуазе).
- 3 декабря 1834 года — орден Святого Георгия 4-й степени (за выслугу 25 лет в офицерских чинах, № 8918 по списку Степанова — Григоровича)
- 1836 год — орден Святого Станислава 1-й степени
- 1839 год — орден Святой Анны 1-й степени.